# Церковь Святого Николая (Суздаль)
Церковь Николая Чудотворца (Никольская церковь) — православный храм в городе Суздале Владимирской области. Расположен у главного входа в Покровский монастырь на правом берегу реки Каменки. Построен как зимняя приходская церковь в 1712 году и вместе с летней Петропавловской церковью (1694 года) образует архитектурный ансамбль.

## История
Строительство церкви приписывают ссыльной царице Евдокии Лопухиной, прожившей в Покровском монастыре с 1698 по 1718 годы. В Покровском монастыре Евдокия жила как мирянка и на средства свои и родственников воздвигла напротив Святых ворот обители зимний храм Николая Чудотворца, а также пристроила к нему придел в честь преподобного Алексия, небесного покровителя её сына царевича Алексея.
Приходской храм был закрыт в 1930-х годах, его использовали под склад и частично перестроили. Колокольня ансамбля была снесена. В ходе реставрации 1954 года ей был возвращён первоначальный вид.
С 1998 года храм приписан к Покровскому женскому монастырю, богослужения проходили редко: постройка требовала капитального ремонта. Долго шло налаживание температурно-влажностного режима. Храм был по-новому расписан, сделан новый иконостас.
27 мая 2023 года епископ Ковровский Стефан (Привалов) совершил чин освящения храма.

## Архитектура
Никольская церковь у Покровского монастыря является первой зимней церковью в городе Суздале, где на протяжении XVIII—XIX веков было построено немало «парных» храмов. Как и все зимние храмы, церковь имеет небольшие размеры и предельно лаконичное оформление, приближаясь по форме к крупным одноглавым суздальским храмам. Глубокая апсида примыкает к основной, центральной, клети церкви, покрытой четырёхскатной кровлей и увенчанной небольшой луковичной главкой на высоком тонком барабане.